# Gloom EP
 (mai 2011).
Si vous disposez d'ouvrages ou d'articles de référence ou si vous connaissez des sites web de qualité traitant du thème abordé ici, merci de compléter l'article en donnant les références utiles à sa vérifiabilité et en les liant à la section « Notes et références ».
Albums de Job for a Cowboy
Live Ruination (en)
(2010) Demonocracy (en)
(2012)
Gloom Ep est un EP du groupe de Death metal américain Job For A Cowboy qui est prévu pour sortir le 7 juin 2011 via Metal Blade Records. Cet EP a été enregistré et mixé par Jason Suecof au début de 2011.

## Liste des morceaux
- Misery Reformatory - 3:54
- Plastic Idols - 4:44
- Execution Parade - 3:04
- Signature of Starving Power - 3:45

## Membres Du Groupe
- Jonny Davy – Chanteur
- Al Glassman – Guitariste
- Bobby Thompson – Guitariste
- Tony Sannicandro – Basse
- Jon "The Charn" Rice – Batterie